# Luther Metke at 94
Luther Metke at 94 ist ein US-amerikanischer Kurz-Dokumentarfilm von Jorge Preloran und Steve Raymen, der 1979 für das Ethnographic Film Program der University of California, Los Angeles (UCLA) gedreht wurde.

## Handlung
Der Film porträtiert Luther Metke, einen 94 Jahre alten Veteranen des Spanisch-Amerikanischen Kriegs von 1898. Auch in fortgeschrittenem Alter baut er per Hand Log Cabins auf der Kaskadenkette in Oregon. Im Film werden Aspekte des Blockhaus-Baus dargestellt. Meltke erstellt eine hexagonale Hütte und erklärt dabei einem jungen Paar die Baugrundlagen. Weiteres Filmmaterial zeigt Metkes tägliches Leben kommentiert von einem Sprecher. Außerdem trägt Metke selbstverfasste Lyrik vor.

## Auszeichnung
Der Film wurde bei der Oscarverleihung 1981 in der Kategorie Bester Dokumentar-Kurzfilm nominiert.